# Lepidoblepharis williamsi
Lepidoblepharis williamsi — вид геконоподібних ящірок родини Sphaerodactylidae. Ендемік Колумбії. Вид названий на честь американського герпетолога Ернеста Едварда Вільямса.

## Поширення і екологія
Lepidoblepharis williamsi мешкають в горах на півночі Центрального хребта Колумбійських Анд в департаменті Антіокія. Вони живуть в первинних вологих гірських і хмарних лісах, серед опалого листя. Зустрічаються на висоті від 1800 до 2200 м над рівнем моря. Відкладають яйця.

## Збереження
МСОП класифікує цей вид як такий, що перебуває під загрозою зникнення. Lepidoblepharis williamsi загрожує знищення природного середовища.